# التوحيد والجهاد (قطاع غزة)
جحافل التوحيد والجهاد في فلسطين هي عبارة عن مجموعة فلسطينية إسلامية سنية في قطاع غزة وشبه جزيرة سيناء، وهي فرع القاعدة في غزة. كان قد تم الإعلان عن إنشاءها في 6 نوفمبر 2008، مع بلاغات تقسم فيها بالولاء للقاعدة، بعد أن "تلقت رسائل من أسامة بن لادن وأيمن الظواهري." وقد ظهرت مختلف أشكال مسميات «التوحيد والجهاد» في ما يتعلق بالتطورات في قطاع غزة. حجم المجموعة ليس معروفاً.

## تفجيرات دهب 2006
الإرهابيين الذين شاركوا في تفجيرات دهب أبريل 2006 في مصر اعترفوا للمسؤولين المصريين بأنهم تلقوا تدريباً في قطاع غزة وأنهم ينتمون إلى منظمة تدعى التوحيد والجهاد. تحليل نشره مركز القدس للشؤون العامة علق على هذا التطور أن الجماعات المرتبطة بتنظيم القاعدة في قطاع غزة أصبحت مشاركة في العمليات العسكرية، على خلفية أن النداءات المتكررة من تنظيم القاعدة أيمن الظواهري نائب رئيس العمليات العسكرية إلى تصدير عمليات عسكرية من الحرب في العراق إلى بلدان أخرى في المنطقة.

## فتوى السماح بقتل غير المقاتلين
في 5 فبراير 2011، نشر زعيم مجموعة جهادية في غزة تطلق على نفسها جماعة التوحيد والجهاد، الشيخ هشام علي عبد الكريم السعيدني، المكنى أبو الوليد المقدسي، فتوى تفيد بأن اليهود والمسيحيين قد يستهدفوا في هجمات قاتلة مثل تلك التي حدثت في 11 سبتمبر لأنهم «مقاتلين عدوانيين» و«في الأساس غير أبرياء». وذكرت الفتوى أيضًا أنه لا يجوز أن تمتنع عن هذه الهجمات خوفاً من إيذاء المسلمين، «لأن هذا يعني التوقف عن الجهاد». في 2 مارس 2011 اعتقل المقدسي من قبل حماس. وأطلق سراحه في أغسطس 2012 لكنه قتل في ضربة جوية إسرائيلية بعد شهرين.

## قائمة هجمات ضد إسرائيل
بتاريخ 12/04/2011 تبنت الجماعة اطلاق صاروخين تجاه مستوطة "نيريم"
بتاريخ 18/07/2011 أعلنت التوحيد والجهاد إطلاق 13 صاروخاً خلال الأسبوعين الماضيين نحو مواقع جيش الإسرائيلي  ووذكرت بان اثنين من مقاتليها استشهاده اثنين من عناصرها خلال العمليات.
بتاريخ 10/08/2011 نفت جماعة التوحيد والجهاد صلتها بالبيانات التي نشرت على وسائل الإعلام السبت الماضي والتي تحدثت عن اعتقال اثنين من عناصر الجماعة من قبل الحكومة في غزة وطالبت الجماعة الأشخاص الذين ينشره بيانات كاذبة باسم الجماعة بتوقف فورا
بتاريخ 21/08/2011 أعلنت التوحيد والجهاد قصف موقع زيكيم العسكري بصاروخين
بتاريخ 27/08/2011 أعلنت الجماعة اطلاق صاروخ باتجاه موقع صوفا العسكري.

### قائمة عمليات كتائب التوحيد والجهاد التي تعتبر امدادت لها
بتاريخ 01/08/2010 أعلنت كتائب التوحيد والجهاد اطلاق صاروخ "خيبر" محلي الصنع على مستوطنة سديروت.

## خطف وقتل فيتوريو أريغوني
اُختطِف أريغوني يوم 14 أبريل/نيسان 2011 من قبل مجموعة تطلق على نفسها سرية الصحابي محمد بن مسلمة، وأعلنت ذلك عبر تسجيل فيديو قصير وضعته على موقع يوتيوب، ظهر فيه أريغوني معصوب العينين والدماء تسيل من وجهه، وطالبت المجموعة الحكومة الفلسطينية المُقالة بالإفراج عن معتقلين سلفيين على رأسهم زعيم جماعة التوحيد والجهاد هشام السعيدني الذي اعتقل الشهر السابق بعد أشهر من الملاحقة.
تم اتهام التوحيد والجهاد بانها قامت بخطف فيتوريو الأمر التي نفته الجماعة